# Mahndorfer Marsch
Die Mahndorfer Marsch ist ein Naherholungsgebiet das teilweise seit 1968 als Landschaftsschutzgebiet ausgewiesen ist. Es erstreckt sich südöstlich von Bremen von Mahndorf bis Achim entlang der Weser.

## Allgemeines
Weite Teile der Mahndorfer Marsch bilden ein Naherholungsgebiet des Bremer Stadtteils Hemelingen. Nördlich der Marsch befindet sich die Autobahn A 1 und dahinter der Mahndorfer See. Durch den südlichen Teil des Schutzgebietes fließt die Weser. Die Marsch ist von vielen kleineren Gewässern geprägt und dient als Rastplatz für Zugvögel. Das Betreten dieses Bereiches ist verboten. Naturräumlich ist die Landschaft ein Teil der Weser-Aller-Aue.